# AQUA (今井美樹のアルバム)
『AQUA』（アクア）は、2001年8月22日に発売された今井美樹の13作目のオリジナル・アルバム。発売元はワーナーミュージック・ジャパン。

## 概要
前作『太陽とヘミングウェイ』に続いて、夏を意識したコンセプト・アルバムであり、ワーナーミュージック・ジャパンからリリースされた最後の作品となった。本作でも布袋寅泰が全面的にプロデュースおよび作曲、ギター演奏を担当している。前作に見られた打ち込みをベースとしたサウンドから変化し、本作では固定メンバーによるバンド演奏の形が採られている。
レコーディング・エンジニアの今井邦彦は、約20年ぶりに発表されたスティーリー・ダンの新作アルバム『トゥー・アゲインスト・ネイチャー』の高品質録音に影響を受け、当時のCDフォーマットで最高品質のデジタル・ハイビット方式録音を行った。マスタリングは世界的エンジニアであるグレッグ・カルビが担当した（ニューヨーク・スターリング・サウンド）。
1991年発売の『Lluvia』以来10年ぶりに佐藤準が編曲で参加。M-2「FLASHBACK」では、スペシャルゲストとして渡辺貞夫がアルト・サクソフォーン演奏で参加している。
先行シングル「潮騒」とカップリング曲「猫の唄」を収録。タイトル曲「AQUA」はフジテレビ系「金曜エンタテイメント」エンディングテーマとして使用された。

## 収録曲
| 全作曲: 布袋寅泰、全編曲: 布袋寅泰（特記以外）。 |                              |           |            |                        |      |
| #                                                | タイトル                     | 作詞      | 作曲・編曲 | その他の編曲           | 時間 |
| 1.                                               | 「AQUA」                     | 今井美樹  | 布袋寅泰   |                        | 4:55 |
| 2.                                               | 「FLASHBACK」                | 岩里祐穂  | 布袋寅泰   | 佐藤準                 | 5:45 |
| 3.                                               | 「Two Hearts」               | 布袋寅泰  | 布袋寅泰   | 村田陽一(ストリングス) | 4:52 |
| 4.                                               | 「潮騒」                     | 布袋寅泰  | 布袋寅泰   | 村田陽一(ストリングス) | 5:16 |
| 5.                                               | 「Dragonfly」                | 今井美樹  | 布袋寅泰   |                        | 5:45 |
| 6.                                               | 「シエスタ」                 | 今井美樹  | 布袋寅泰   |                        | 5:29 |
| 7.                                               | 「夏空」                     | 岩里祐穂  | 布袋寅泰   | 村田陽一(ストリングス) | 4:52 |
| 8.                                               | 「猫の唄」                   | 布袋寅泰  | 布袋寅泰   |                        | 3:37 |
| 9.                                               | 「JOHNNY CAN'T PLAY GUITAR」 | 布袋寅泰  | 布袋寅泰   |                        | 4:16 |
| 10.                                              | 「幸せ」                     | 布袋寅泰  | 布袋寅泰   |                        | 4:55 |
| 11.                                              | 「OVAL」                     | 布袋寅泰  | 布袋寅泰   | 佐藤準                 | 4:32 |
| 合計時間:                                        | 合計時間:                    | 合計時間: | 合計時間:  | 54:35                  |      |

## ミュージシャン
- Drums：山木秀夫（#1〜10）
- Bass：高水健司（#1〜10）、布袋寅泰（#11）
- E. Guitar：今剛（#1, 2, 3, 5, 6, 10）、布袋寅泰（#3, 4, 5, 7, 9, 10）
- A. Guitar：今剛（#4, 7, 8, 9）、布袋寅泰（#6, 8）、笛吹利明（#11）
- Gut Guitar：布袋寅泰（#1）
- E. Piano：佐藤準（#1）、齋藤有太（#2, 3, 5, 6）
- A. Piano：齋藤有太（#4, 7, 10）
- Organ：齋藤有太（#9）
- Synthesizer：佐藤準（#2）
- Percussion：浜口茂外也（#1, 9）
- Strings：篠崎正嗣 Group（#3, 4, 7）、加藤高志 Group（#11）
- Alto Saxophone：渡辺貞夫（#2）
- Harmonica：八木のぶお（#8）
- Flute：旭孝（#11）
- Clarinet：石橋雅一（#11）
- Oboe：星野正（#11）
- Fagotto：大畠篠亮（#11）
- B. Vocals：今井美樹（#2, 5）、布袋寅泰（#1, 5, 8）、田中雪子（#1, 4, 8, 10）、小嶋希代子（#1, 4, 5, 6, 8, 10）